# Spurius halffteri
Spurius halffteri is een keversoort uit de familie Passalidae. De wetenschappelijke naam van de soort is voor het eerst geldig gepubliceerd in 1970 door Reyes-Castillo.